# Oostatlantische koningsmakreel
De Oostatlantische koningsmakreel (Scomberomorus tritor) is een straalvinnige vis uit de familie van makrelen (Scombridae), orde van baarsachtigen (Perciformes). De vis kan maximaal 100 centimeter lang en 6000 gram zwaar worden. De hoogst geregistreerde leeftijd is 5 jaar.

## Leefomgeving
Scomberomorus tritor komt in zeewater en brak water voor. De soort komt voor in tropische wateren in het oosten van de Atlantische Oceaan. Ze is zeldzaam in de Middellandse Zee. De soort komt voor tot een diepte van 40 meter.

## Relatie tot de mens
Scomberomorus tritor is voor de visserij van aanzienlijk commercieel belang. In de hengelsport wordt er weinig op de vis gejaagd.